# Ameiva jacuba
Espèce
Ameiva jacuba est une espèce de sauriens de la famille des Teiidae.

## Répartition
Cette espèce est endémique du Goiás au Brésil.

## Étymologie
Le nom de cette espèce, jacuba, vient du terme « y-acub » qui désigne à la fois l'eau chaude et le nom d'une rivière qui passe dans le parc national des Emas au Brésil.

## Publication originale
- Giugliano, Nogueira, Valdujo, Collevatti & Colli, 2013 : Cryptic diversity in South American Teiinae (Squamata, Teiidae) lizards. Zoologica Scripta, vol. 42, no 56, p. 473–487.